# 마루가메성

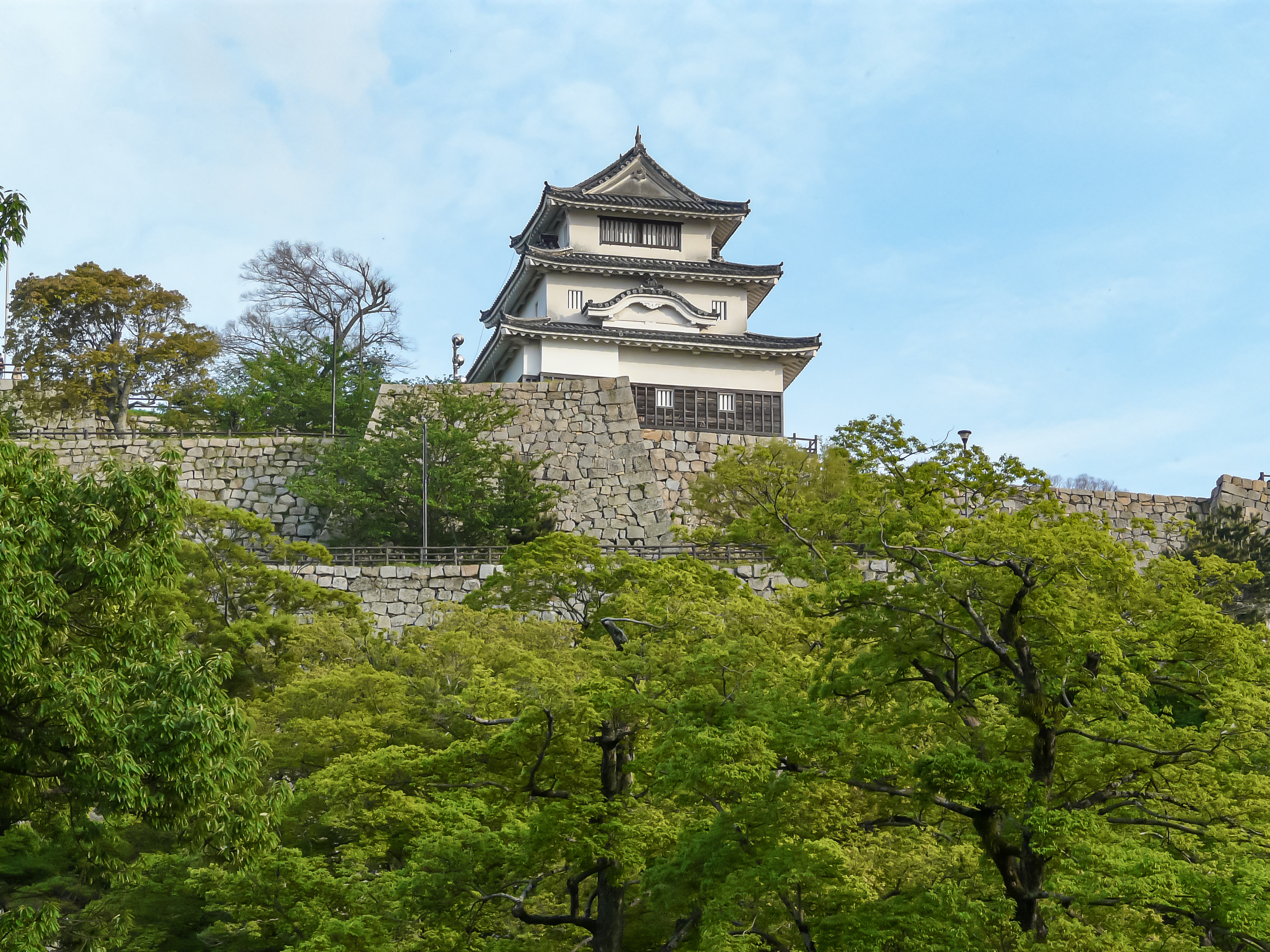
마루가메성 천수각의 전경

마루가메성(일본어: 丸亀城 마루가메조[*])은 가가와현 마루가메시에 있는 윤곽식 평산성이다. 다른 이름으로는 가메야마성(亀山城), 호라이 성(蓬莱城)이다.

## 개요
현재 남아 있는 12개의 천수중 에도 시대 이전에 만들어진 천수각이 있는 성이다. 현재 국가 중요문화재로 지정되었다.
성의 형식은 윤곽식 평산성으로, 마루가메 시가지의 남쪽에 있는 가메야마 산 (표고 66m)에 입지해 있다. 일본에서 가장 높은 60m의 석벽을 가진 것이 특징이다. 건물의 배치는 대부분 사각형이며, 가메야마 산 주위를 내측 해자로 둘러싼 형태이다.
성의 전 지역은 국가 사적으로 지정되어 있고, 성 전체를 가메야마 공원으로 삼았다. 천수각 및, 오테 이치노 문, 오테 니노 문, 반쇼, 나가야가 현존해 있다. 천수각과 오테 이치노 문, 오테 니노 문은 국가 지정 중요문화재이다.
외측 해자는 메이지 시대 무렵까지 젠쓰지 제11사단의 마루가메 연대, 재판소와 초,중등학교등이 있었다. 또, 도로와 선로등으로 정비되었다. 일부 남아 있던 외측 해자의 남쪽도 지금은 메워져, 소토보리료쿠도 공원(外濠緑道公園)으로 정비되었다.
천수의 맨 위층에서는 세토 대교와 세토 내해를 조망할 수 있다.
2001년에는 가수 사다 마사시가 마루가메 성을 모티브로 삼아 [城のある町 (성이 있는 마을)]이란 노래를 발표, 주목을 끈바 있다.
2004년 4월 1일(이후 7년간 모집예정) 부터, 마루가메 시는 [스미 망루, 다몬]의 복원을 위해, 1000만엔의 현상금을 걸고 고사진을 수집중이다.

## 역사, 연혁

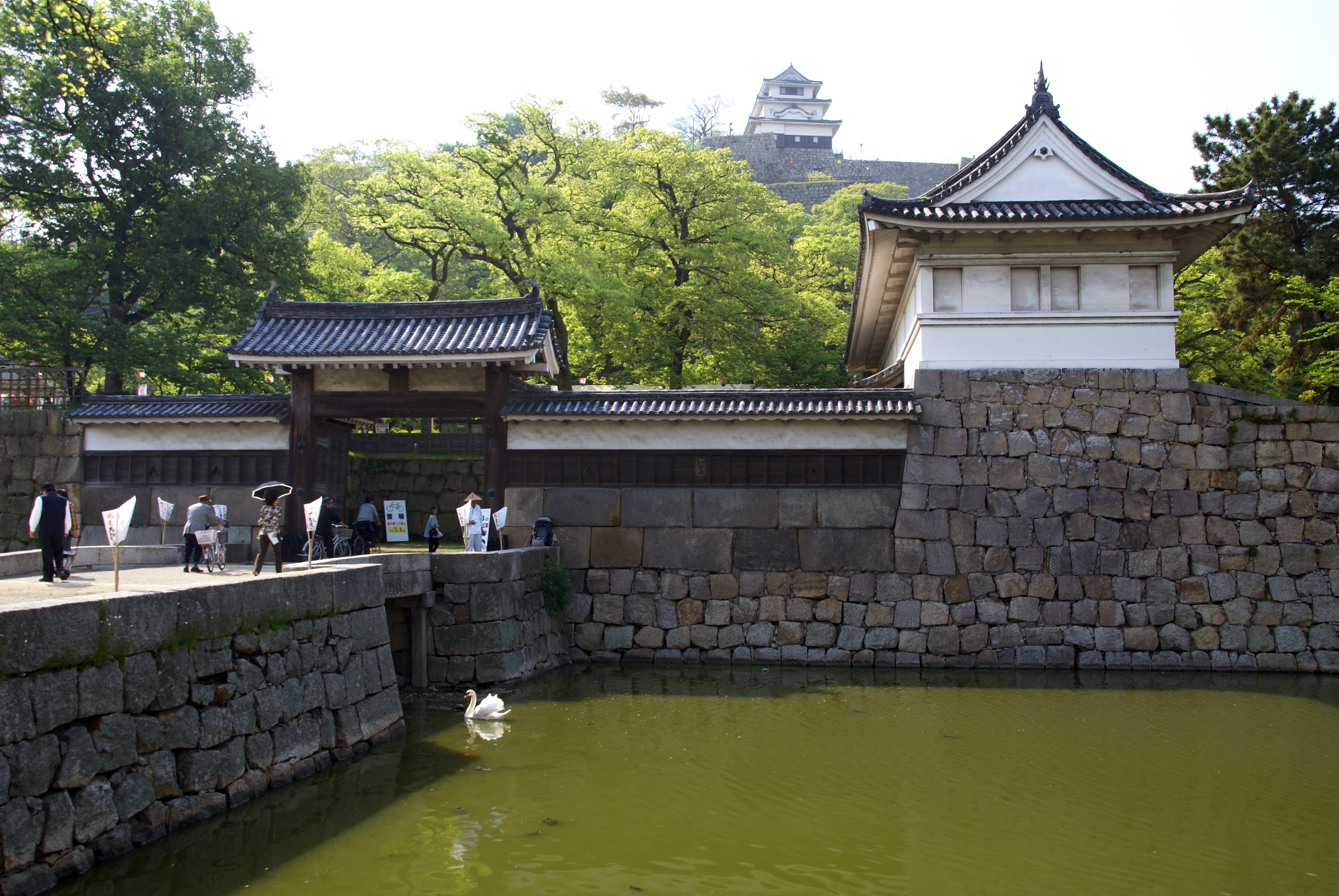
마루가메 성의 외관

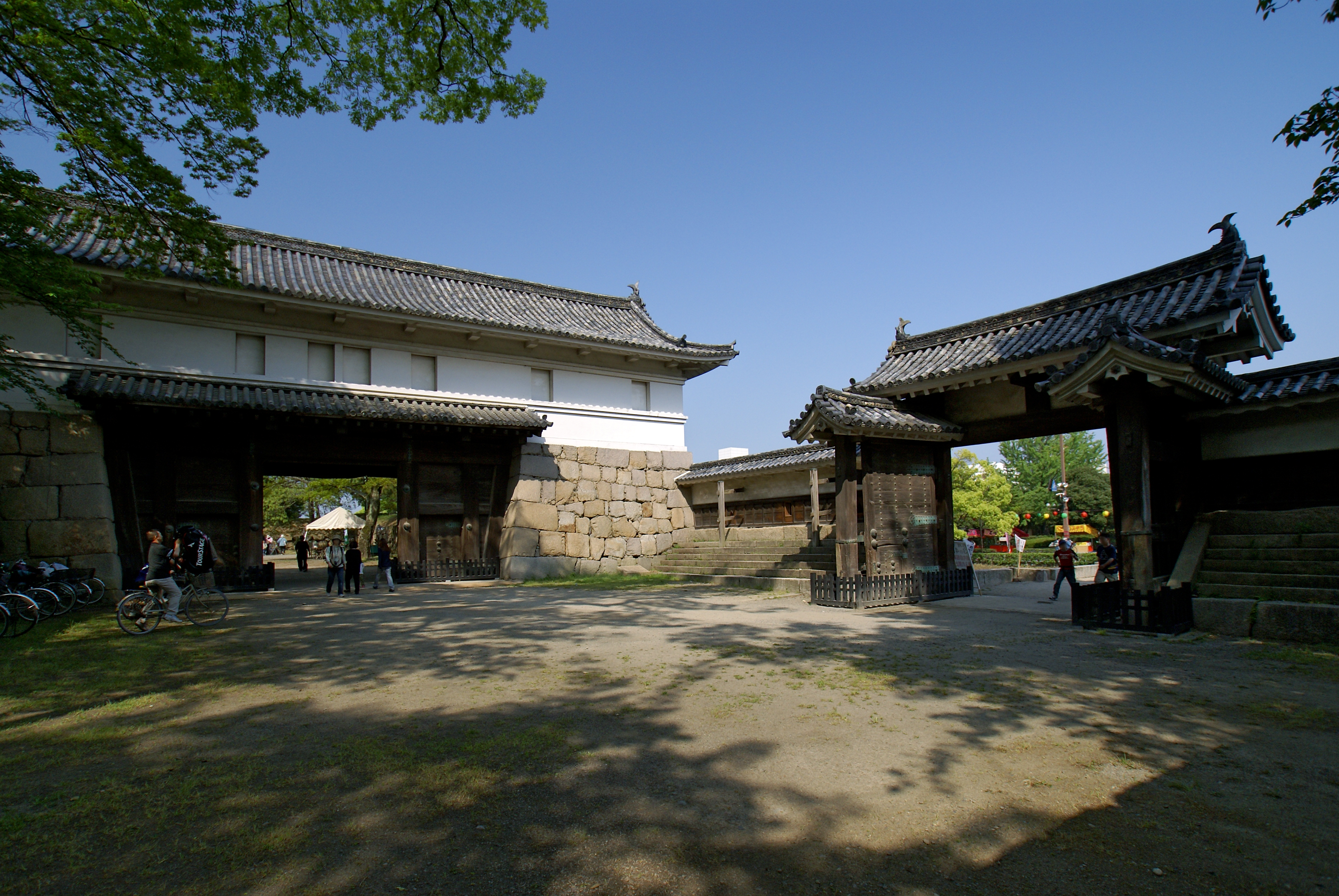
오테 이치노 문(왼쪽), 오테 니노 문(오른쪽)

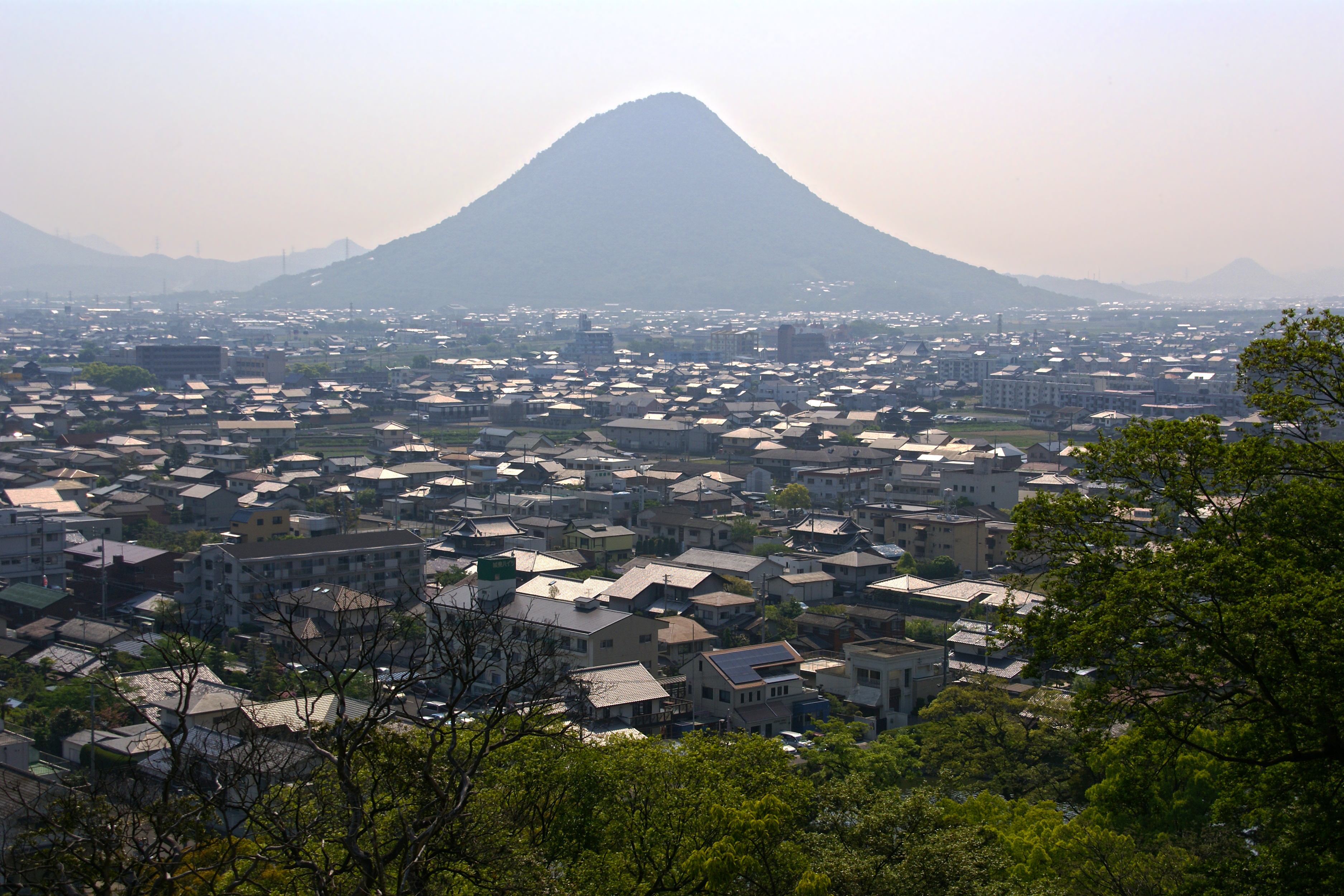
마루가메 성에서 본 마루가메 시가지, 사누키 후지(이이노 산)

### 무로마치 시대,아즈치모모야마 시대
- 무로마치 시대 초기, 관령 호소카와 요리유키의 중신 나라 모토야스가 가메야마 산에 작은 성채를 짓는다.
- 1597년 도요토미 정권 시기, 이코마 지카마사가 사누키 17만 석에 입봉된다. 그리고, 다카마쓰 성을 본성으로, 가메야마를 지성으로 삼고 축성한다.
- 1602년 성의 대부분이 현재 성곽의 형태로 정비되었다.

### 에도 시대
- 1615년 일국 일성령(一国一城令)에 따라 해체 매각될 위기에 처했지만, 이 시기 번주 이코마 마사토시의 기지로 폐성될 위기를 넘겼다. (성 주위에 나무를 심고 성의 출입을 제한했다고 한다.)
- 1640년 이코마 집안의 가신단 내분(이코마 소동)이 있었기 때문에 막부의 명으로 데와국 야시마번(아키다 현 유리혼조시)으로 전봉 조치 되었다.
- 1641년 야마자키 이에하루가 히고 국 도미오카 번로부터 5만 석에 입봉되어 입성한다. 이때 마루오카번이 성립된다.
- 1642년 성을 대대적으로 손본다.
- 1658년 야마자키 씨 집안에 대가 끊어져 영지가 몰수 된다. 이를 대신하여 교고쿠 다카카즈가 하리마국 다쓰노 번에서 6만 석에 입봉되어 입성한다. 이후 메이지 시대까지 대대로 성주로 되었다.
- 1660년 현재의 3층3계의 천수가 완성되었다.
- 1673년 성을 개수한 지 32년이 지나서야 성의 개수작업이 완료되었다. 현존하는 석벽의 대부분은 이때 완성된 것이다.

### 메이지 시대이후
- 1869년 (메이지 2년) 산노마루의 이누이 망루가 화재로 소실되었다.
- 1873년 (메이지 6년) 묘도 현[4]의 히로시마 진다이[5] 제2분영이 설치되었다.
- 1877년 (메이지 10년) 현존하는 건물이외의 망루와 성벽등이 해체되기 시작한다.
- 1919년 (다이쇼 8년) 마루야마 시가 가메야마 공원을 개설한다.
- 1943년 (쇼와 18년) 천수를 국보로 지정한다.
- 1948년 (쇼와 23년) 바깥 해자를 메우기 시작한다.
- 1950년 (쇼와 25년) 천수각을 해체 수리한다.
- 1950년 (쇼와 25년) 제1회 마루가메 성 축제를 개최한다. (같은 해의 천수의 해체수리 기념행사)
- 1951년 (쇼와 26년) 문화재 보호법 제정에 따라 천수는 중요문화재로 다시금 지정되었다.
- 1953년 (쇼와 28년) 3월 31일 성 전체가 국가 지정 사적으로 되었다.
- 1957년 (쇼와 32년) 오테 이치노 문, 오테 니노 문이 중요문화재로 지정되었다.
- 1997년 (헤세 9년) 축성 400년 축제가 개최되었다.
- 2004년 (헤세 16년) 마루가메 성 망루 복원을 위한 자료 수집에 대한 사업을 진행한다. (이후 7년간)
- 2006년 (헤세 18년) 4월 6일 일본 100대 명성에 선정되었다.

## 교통
- JR 시코쿠 마루가메역 하차